# Владимир Гановски
Владимир Сава Гановски е български дипломат и учен, професор.

## Биография
Роден е на 12 май 1932 г. в София. Син е на акад. Сава Гановски. През 1954 г. завършва технология на машиностроенето в Москва. След това започва работа като проектант в „Промпроект“. По-късно става асистент по технология на машиностроението и автоматизация на мащиностроителното производство в Техническия университет в София. От 1969 г. е доцент, а от 1978 г. и професор. През 1970 г. основава катедра „Автоматизация на дискретното производство“ на Техническия университет в София. В периода 1970 – 1997 г. е ръководител на катедрата. От октомври 1970 до юли 1973 г. е заместник-председател на Държавния комитет за наука и технически прогрес. В периода декември 1973-юни 1977 г. е посланик на България в Австрия. Между 25 юни 1995 и декември 1997 г. е председател на Управителния съвет на Федерацията на научно-техническите съюзи. Бил е постоянен представител на България в Организацията на ООН за промишлено развитие (ЮНИДО). Награждаван е с орден „Народна република България“ (8 юни 1982), Голям златен почетен знак на лента за заслуги към Австрия (1977). Написва 45 учебника и помагала и има 21 авторски свидетелства (патента). Умира на 15 декември 1997 г. в София.